# Mount Grimminger
Mount Grimminger är ett berg i Antarktis. Det ligger i Västantarktis. Argentina, Chile och Storbritannien gör anspråk på området. Toppen på Mount Grimminger är 1 680 meter över havet.
Terrängen runt Mount Grimminger är kuperad åt sydost, men åt nordväst är den platt. Mount Grimminger är den högsta punkten i trakten. Trakten är obefolkad. Det finns inga samhällen i närheten. 